# Pardosa socorroensis
Pardosa socorroensis là một loài nhện trong họ Lycosidae.
Loài này thuộc chi Pardosa. Pardosa socorroensis được Mauricio Jiménez miêu tả năm 1991.